# Erebia ottonis
Erebia ottonis är en fjärilsart som beskrevs av Hans Fruhstorfer 1909. Erebia ottonis ingår i släktet Erebia och familjen praktfjärilar. Inga underarter finns listade i Catalogue of Life.